# Kamienite
Kamienite – to nazwa osady znajdującej się w gminie Koszarzyska (ok. 840 m n.p.m.). Leży na grzbiecie Kozubowa, która obniża się w przełęcz Kamienite łączącą od wschodu na zachód Kozubową ze Sławiczem, a w linii północ-południe Koszarzyska z Łomną.

## Historia
Łąki na Kamienitem są pozostałością dawnej wołoskiej gospodarki szałaśniczej. Dzięki Janowi Lisztwanowi z Kamienitego zachowała się kopia dokumentu wydanego w 1847 roku na zamku cieszyńskim, który potwierdza istnienie tutejszej gospodarki szałaśniczej. Pierwszym budynkiem na kamienitem była pasterska koliba. Po jej przebudowie powstał pierwszy trwale zamieszkały dom, który stał w południowej części Kamienitego (na „Niżnym Placu”). Był to dom pasterza, który postanowił osiedlić się tam na stałe i prowadzić własne gospodarstwo.
Ostatnim bacą na Kamienitem była kobieta – panna Lisztwanowa z Milikowa. Po ślubie wraz z mężem i dziećmi zamieszkała w przysiółku, a z dawnej stodoły powstał drugi dom, tym razem w górnej części Kamienitego (na „Wyższym placu”). Po zlikwidowaniu szałasu na Kamienitem zaczęli pojawiać się nowi osadnicy. Z czasem na „Wysznim” Kamienitem powstało osiem gospodarstw, a na „Niższym” cztery. Bydło wszystkich mieszkańców pasło się wspólnie w miejscu zwanym „Za Wrchym”. W osadzie było niezbyt wydajne źródło, a zatem mieszkańcy musieli bardzo oszczędzać wodę. Dowożono ją także z Koszarzysk. Mieszkańcy Kamienitego, odcięci od świata, obrabiali swe poletka, z których wywożono niezmiennie, po całe generacje, góry kamienia. Stąd, jak łatwo wywnioskować, wzięła się nazwa Kamienite.
Po I wojnie światowej życie w osadzie zaczęło się zmieniać. Część mieszkańców rozpoczęła pracę w zakładach przemysłowych a schroniska na Hadaszczoku (Sławicz) i Kozubowej również dawały możliwość skromnego zarobkowania.
Jeszcze w 1957 roku na Kamienitem mieszkało 16 rodzin. W połowie lat 60. XX wieku dochodziło jednak do szybkiej przeprowadzki w dolinę oraz do sprzedaży domów potencjalnym letnikom. Po dziesięciu latach na stałe mieszkała w przysiółku już tylko jedna rodzina, która na początku lat 80. również przeprowadziła się do doliny.

## Szkoły
Miejscowe dzieci początkowo uczęszczały do szkoły w Łomnej Górnej. Leżała ona jednak dosyć daleko, dlatego mieszkańcy dążyli do otwarcia szkoły na Kamienitem. W południowej części osady została otwarta najpierw czeska szkoła – lekcje prowadzone były w domu rodziny Hawlíčków.
Natomiast rodziny polskie postanowiły wybudować własną szkołę, na najwyższym miejscu w osadzie. Parcelę pod budowę ofiarował Jan Lisztwan, a budowę szkoły finansowali górale z własnych środków. Szkoła została otwarta w 1934 roku. Oprócz jednej klasy w budynku było również mieszkanie dla nauczyciela. Pierwszym dyrektorem szkoły został Alojzy Maroszczyk, który na Kamienite przeprowadził się wraz z rodziną. Podczas II wojny światowej obie szkoły były nieczynne. W 1954 roku, po koniecznych przeróbkach, polska szkoła została ponownie otwarta. Czeska nie wznowiła już działalności. W 1969 roku do polskiej szkoły uczęszczało tylko ośmioro dzieci z dwu rodzin. W latach 1970–1973 nauczycielem był Władysław Młynek, pisarz oraz osoba aktywnie wspierająca działalność kulturalną polskiej mniejszości narodowej. Był on także ostatnim nauczycielem na Kamienitem. O miejscu, które tak bardzo utkwiło mu w sercu, napisał wiele wspomnień. W 1973 roku polska szkoła została definitywnie zamknięta, a opustoszały budynek został przebudowany na schronisko turystyczne.

## Dawne schronisko turystyczne
Na grzbiecie górskim nad przysiółkiem stało kiedyś schronisko turystyczne, niestety brak o nim szczegółowych informacji. Z opowiadań dawnych mieszkańców wynika, że schronisko nazywano Baranka. Istnieje jednak odcisk pieczątki i zdjęcie, które potwierdzają, że schroniskiem zarządzał Klub Czeskich Turystów, prawdopodobnie oddział we Frysztacie. Natomiast koncesję na prowadzenie schroniska posiadał pan Beránek. Później budynek został sprzedany rodzinie Bojków z Kamienitego, którzy mieszkali tu do 1961 roku. Około roku 1963 dawne schronisko spłonęło.

## Schronisko górskie Kamienite
Po otwarciu nowego schroniska turystycznego w budynku dawnej polskiej szkoły na Kamienitym znacząco wzrósł ruch turystyczny. Schronisko oferuje usługi gastronomiczne i dysponuje bazą noclegową – w trzech pokojach może zostać zakwaterowanych 19 osób. Do dyspozycji jest także kominek stojący na zewnątrz.